# Verenigd Koninkrijk op het Eurovisiesongfestival 1969
Het Verenigd Koninkrijk deed in 1969 voor de twaalfde keer mee aan het Eurovisiesongfestival. Zangeres Lulu behaalde tijdens de finale op 29 maart 1969 in de Spaanse hoofdstad Madrid 18 stemmen met het liedje Boom bang-a-bang. Daarmee deelde zij de eerste plaats met de afvaardigingen uit Frankrijk, Spanje en Nederland.

## Nationale voorselectie
Onder de titel A Song for Europe 1969 hield het Verenigd Koninkrijk een nationale finale om het lied te selecteren voor het Eurovisiesongfestival 1969. Zangeres Lulu was intern gekozen om het land te vertegenwoordigen, tijdens de nationale finale zong zij vijf liedjes mensen konden postkaarten insturen voor hun favoriete lied. De nationale finale werd gehouden op 22 februari 1969 het werd gepresenteerd door Michael Aspel. Het lied Boom bang-a-bang behaalde de meeste stemmen.
| Lied                             | Plaats | Punten |
| -------------------------------- | ------ | ------ |
| Are you Ready for Love           | 5      | 5.560  |
| Bet Yer                          | 4      | 8.306  |
| Boom bang-a-bang                 | 1      | 56.476 |
| Can't go on (Living Without you) | 6      | 5.087  |
| Come September                   | 3      | 11.362 |
| March                            | 2      | 38.418 |

1957 · 1958 · 1959 · 1960 · 1961 · 1962 · 1963 · 1964 · 1965 · 1966 · 1967 · 1968 · 1969 · 1970 · 1971 · 1972 · 1973 · 1974 · 1975 · 1976 · 1977 · 1978 · 1979 · 1980 · 1981 · 1982 · 1983 · 1984 · 1985 · 1986 · 1987 · 1988 · 1989 · 1990 · 1991 · 1992 · 1993 · 1994 · 1995 · 1996 · 1997 · 1998 · 1999 · 2000 · 2001 · 2002 · 2003 · 2004 · 2005 · 2006 · 2007 · 2008 · 2009 · 2010 · 2011 · 2012 · 2013 · 2014 · 2015 · 2016 · 2017 · 2018 · 2019 · 2020 · 2021 · 2022 · 2023 · 2024 · 2025